# 清水海
清水海古称车湖，又称西湖，彝语称作“卓吼”，意为“长直的湖泊”，位于中华人民共和国云南省寻甸回族彝族自治县县城仁德街道以西14公里处，因“水深碧，虽时雨后涨不能浊其清”而得名，因古代车氏蛮居住在湖边故称“车湖”，又因为位于寻甸县县城以西，故又称“西湖”。是一座高原断陷喀斯特湖，湖面海拔2175米，平均水深20米，面积7.2平方公里。湖水主要由湖面降水和地下水补给，无较大河流注入。出水在北岸的海尾村附近，经小江，最后注入金沙江。
1976年在湖东岸建成麦冲隧洞，引清水海湖水灌溉金所、羊街坝区，造成湖水位在几年内下降约10米。为维持清水海水量平衡，1982年开始引用周边水源补水，使得清水海水位维持在2168~2173米之间，蓄水量在7778万~10888万立方米之间。至1989年，清水海已被改造成为一座综合利用的水库型湖泊。
湖区属亚热带季风气候，年平均气温14.4℃，年均降水量1030.8毫米，西南风盛行。
水产丰富，现在为虹鳟鱼的重要养殖基地。